# Evacanthus heimianus
Evacanthus heimianus är en insektsart som beskrevs av Kuoh 1981. Evacanthus heimianus ingår i släktet Evacanthus och familjen dvärgstritar. Inga underarter finns listade i Catalogue of Life.